# Карлајл (Илиноис)
Карлајл (енгл. Carlyle) град је у америчкој савезној држави Илиноис. По попису становништва из 2010. у њему је живело 3.281 становника.

## Демографија
Према попису становништва из 2010. у граду је живело 3.281 становника, што је 125 (3,7%) становника мање него 2000. године.
| Група             | 2000.         | 2010.         |
| Белци             | 3.221 (94,6%) | 3.101 (94,5%) |
| Афроамериканци    | 116 (3,4%)    | 88 (2,7%)     |
| Азијати           | 17 (0,5%)     | 29 (0,9%)     |
| Хиспаноамериканци | 28 (0,8%)     | 43 (1,3%)     |
| Укупно            | 3.406         | 3.281         |